# WWE All Stars
WWE All Stars es un videojuego de lucha libre profesional publicado por THQ y desarrollado  por THQ San Diego para las consolas PlayStation 2, PlayStation 3, PlayStation Portable, Wii, Xbox 360 y Nintendo 3DS. El juego cuenta con luchadores actuales y antiguos de la WWE compitiendo en combates de lucha libre de ritmo rápido. Fue lanzado el 29 de marzo de 2011 en América del Norte.

## Jugabilidad
En contraste con la serie WWE SmackDown vs. Raw, de carácter más realista, WWE All Stars posee una jugabilidad de estilo arcade, una animación mejorada y un aspecto más exagerado para los luchadores. Se le ha descrito como la combinación de un videojuego de pelea y uno de lucha libre profesional, con mayor importancia de los combos de juego, tanto en el suelo como en el aire. Los personajes realizarán movimientos imposibles, semejantes a los superhéroes, como, por ejemplo, John Cena aplicando su Attitude Adjustment en el aire, Triple H su Pedigree haciendo ondas de choque que atraviesan el ring y Bret Hart su Sharpshooter haciendo una sonrisa a cámara lenta y los dedos apuntando hacia la multitud durante unos segundos, antes del mismo. El juego tendrá luchadores de la WWE del presente como Kofi Kingston, Randy Orton, Triple H, The Undertaker, Rey Mysterio, Big Show  y John Cena y del pasado (de la WWE/WWF) como The Ultimate Warrior, Hulk Hogan, Bret Hart, Jake Roberts y Randy Savage, al igual que a los comentaristas Jim Ross y Jerry Lawler. También cuenta con un modo llamado Path of Champions donde eliges a una Superestrella o leyenda de la WWE para convertirse en el Campeón de la WWE (en el Path de Randy Orton), el Campeón Mundial Peso Pesado (en el Path de Undertaker) o Campeón en Parejas de la WWE (en el Path de D-Generation X).
 El juego también cuenta con la opción del uso de trajes alternativos para las Superestrellas del pasado y presente de la WWE.

## Desarrollo
El primer anuncio oficial para WWE All Stars y WWE SmackDown vs. Raw 2011 fue hecho en la Electronic Entertainment Expo 2010 por THQ, seguido después de una entrevista con GameSpot.
WWE All StarRRTs es el primer videojuego de la WWE producido por el equipo de THQ San Diego, ya que muchos de sus empleados habían trabajado anteriormente en Midway San Diego, quienes produjeron el videojuego TNA Impact!.  Es el segundo juego de la WWE que Sal Divita ha producido, siendo el primero WWF WrestleMania: The Arcade Game.
Muchos personajes descargables fueron confirmados. Honky Tonk Man, Dusty Rhodes y Cody Rhodes fueron lanzados en marzo y abril. Million Dollar Man y Ted DiBiase, Jr. fueron incluidos en la preventa del juego y será lanzado al público en verano. Según la Revista Oficial Xbox 360, Big Boss Man, Chris Jericho, Jerry Lawler, Mark Henry, Michael "PS" Hayes y Legion of Doom también serán lanzados. R-Truth y también se anunció en las páginas web de All Stars Alberto del Río y Sin Cara

## Plantel
El plantel está conformado por 49 personajes; 2 comentaristas, 14 contenidos de descarga, 2 contenido de descarga gratis, 15 leyendas, 2 personajes no jugadores y 15 Superestrellas:
| - Leyendas - André the Giant - Big Boss Man - Bret Hart - Dusty Rhodes - Eddie Guerrero2 - Honky Tonk Man - Hulk Hogan - Jake Roberts - Jerry Lawler - Jimmy Snuka2 - Michael Hayes - Million Dollar Man - Mr. Perfect2 - Randy Savage - Ricky Steamboat - Road Warrior Animal - Road Warrior Hawk - The Rock - Roddy Piper - Sgt. Slaughter2 - Shawn Michaels2 - Stone Cold Steve Austin - The Ultimate Warrior | - Superestrellas - The Big Show - Chris Jericho - CM Punk - Cody Rhodes - Drew McIntyre2 - Edge2 - Jack Swagger2 - John Cena - John Morrison - Kane2 - Kofi Kingston - Mark Henry - The Miz2 - Randy Orton - Rey Mysterio - R-Truth - Sheamus - Ted DiBiase - Triple H - The Undertaker |

### Otros y Comentaristas
- Jerry Lawler
- Jim Ross
- Howard Finkel
- Paul Bearer

1 Estos luchadores también pueden obtenerse comprando el juego en GameStop.
2 Estos luchadores tienen que ser desbloqueados.
3 Son parte del DLC Pack 1 que salió el 19 de abril.
4 Son parte del DLC Pack 2 que salió el 5 de julio.
5 Son parte del DLC Pack 3 que salió el 2 de agosto.
6 Son parte del DLC Gratuito.
7  Son parte del DLC Pack 4 que salió el 8 de octubre.

## Recepción
GameZone le dio al juego una calificación de 7.5/10, comentando que "es un juego fantástico de la WWE, con su contenido descargable y habilidades de luchadores que jamás han visto"